# Wolfram(V)-chlorid
Wolfram(V)-chlorid ist eine anorganische chemische Verbindung des Wolframs aus der Gruppe der Chloride.

## Gewinnung und Darstellung
Wolfram(V)-chlorid kann durch Reaktion von Wolfram(VI)-chlorid mit Wasserstoff bei 350–400 °C oder mit Tetrachlorethen bei 100 °C unter Licht gewonnen werden.
{\displaystyle \mathrm {2\ WCl_{6}+H_{2}\longrightarrow 2\ WCl_{5}+2\ HCl} }
{\displaystyle \mathrm {2\ WCl_{6}+C_{2}Cl_{4}\longrightarrow 2\ WCl_{5}+C_{2}Cl_{6}} }

## Eigenschaften
Wolfram(V)-chlorid ist ein schwarzer paramagnetischer Feststoff, der äußerst hygroskopisch ist. In Wasser zersetzt er sich sofort und ist etwas löslich in trockenem Kohlenstoffdisulfid. Die dimere Verbindung besitzt eine Kristallstruktur isotyp zu der von Molybdän(V)-chlorid.